# Vardak
Provincie Vardak nebo také Vardag (persky ولایت وردک‎, paštunsky د وردګ ولایت‎) je provincie nacházející se v centrální části Afghánistánu. Hlavním městem je Mejdán Šahr (persky میدان‌شهر‎). Hlavní etnickou skupinou jsou Paštúnové.

Distrikty v provincii Vardak

## Provinční rekonstrukční tým
Od 19. března 2008 i do této provincie z Lógaru zasahuje vliv českého rekonstrukčního týmu, pololetně obměňovaného, skládajícího se z cca 2-3 set vojáků, cca 7-12 civilistů a bojových vozidel BMP-2 a Pandur.